# Ottawa Rough Riders
Los Ottawa Rough Riders originalmente llamados Ottawa Football Club, fueron un equipo profesional de fútbol canadiense con sede en la ciudad de Ottawa, en la provincia de Ontario, Canadá. Fundado en 1876, fueron uno de los equipos deportivos profesionales más antiguos y longevos de Norteamérica, los Rough Riders fueron miembros de la División Este de la Canadian Football League y ganaron la Grey Cup, el campeonato de la liga en nueve oportunidades. Su época más dominante fueron las décadas de 1960 y 1970, en las que ganaron cinco Copas Grey. La fortuna del equipo decayó en las década de 1980 y 1990, y finalmente cesaron sus operaciones después de finalizada la temporada de 1996. Cinco años después, se fundó un nuevo equipo que milito en la Canadian Football League (CFL) conocido como Ottawa Renegades, aunque suspendieron sus operaciones en 2006. Los Ottawa Redblacks se unieron a la liga en 2014, y son los sucesores genuinos de los Rough Riders.

## Historia de la franquicia
El Ottawa Football Club fue fundado el miércoles 20 de septiembre de 1876, los colores del equipo fueron cereza, gris y azul marino. El club adoptó el nombre de Ottawa Rough Riders el viernes 9 de septiembre de 1898 y cambió los colores de su equipo a rojo y negro. Desde entonces, el rojo y el negro han sido los colores deportivos tradicionales de los equipos deportivos de la ciudad de Ottawa. 

## Palmarés
Campeonatos de la Grey Cup: 9 — 1925, 1926, 1940, 1951, 1960, 1968, 1969, 1973, 1976
Campeones de la División Este: 16 — 1909, 1925, 1926, 1936, 1939, 1940, 1941, 1948, 1951, 1960, 1966, 1968, 1969, 1973, 1976, 1981

## Victorias en la Grey Cup
| No | Año  | Equipo ganador      | Resultado | Equipo perdedor          | Estadio         | Ciudad    | Asistencia |
| -- | ---- | ------------------- | --------- | ------------------------ | --------------- | --------- | ---------- |
| 1. | 1925 | Ottawa Senators     | 24–1      | Winnipeg Tammany Tigers  | Lansdowne Park  | Ottawa    | 6,900      |
| 2. | 1926 | Ottawa Senators     | 10–7      | Toronto Varsity Blues    | Varsity Stadium | Toronto   | 8,276      |
| 3. | 1940 | Ottawa Rough Riders | 8–2       | Toronto Balmy Beach      | Varsity Stadium | Toronto   | 4,998      |
| 3. | 1940 | Ottawa Rough Riders | 12–5      | Toronto Balmy Beach      | Lansdowne Park  | Ottawa    | 1,700      |
| 4. | 1951 | Ottawa Rough Riders | 21–14     | Saskatchewan Roughriders | Varsity Stadium | Toronto   | 27,341     |
| 5. | 1960 | Ottawa Rough Riders | 16–6      | Edmonton Eskimos         | Empire Stadium  | Vancouver | 33,133     |
| 6. | 1968 | Ottawa Rough Riders | 24–21     | Calgary Stampeders       | CNE Stadium     | Toronto   | 33,185     |
| 7. | 1969 | Ottawa Rough Riders | 29–11     | Saskatchewan Roughriders | Autostade       | Montreal  | 33,172     |
| 8. | 1973 | Ottawa Rough Riders | 22–18     | Edmonton Eskimos         | CNE Stadium     | Toronto   | 36,475     |
| 9. | 1976 | Ottawa Rough Riders | 23–20     | Saskatchewan Roughriders | CNE Stadium     | Toronto   | 53,389     |

## Estadios utilizados

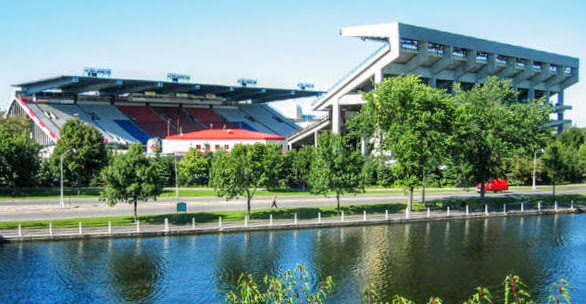
Frank Clair Stadium.

- Lansdowne Park (1908–1993)
- Estadio Frank Clair (1993–2014)